# 悲しみはぶっとばせ
「悲しみはぶっとばせ」（かなしみはぶっとばせ、原題 : You've Got to Hide Your Love Away）は、ビートルズの楽曲である。1965年8月6日に発売された5作目のイギリス盤公式オリジナル・アルバム『ヘルプ!』のA面3曲目に収録された。レノン＝マッカートニー名義となっているが、ジョン・レノンによって書かれた楽曲で、リード・ボーカルもレノンが務めた。レコーディングにはフルート奏者としてジョン・スコットが参加している。

## 背景
本作について、レノンは「これはぼくの－ディラン時代－の曲。ぼくはカメレオンだから、その時に流行っているものにならなんでも染まってしまう。エルビスにできることなら、ぼくにだってできる、エヴァリー・ブラザーズにできれば、ぼくとポールにもできる。ディランだって同じことさ」と語っている。本作は、「アイム・ア・ルーザー」などのレノン作の楽曲にも見られる自省的な楽曲となっている。レノンは、映画『ヘルプ!4人はアイドル』のためにもう1曲欲しいと考え、自宅で本作を書いた。
本作は、ディランの楽曲を思わせる複音のアコースティック・ギターによる2拍子の音型、アコースティックを主とした伴奏など、フォークソングの有節歌曲形式に似ている。演奏ではブラシで叩いたスネアドラム、タンバリン、マラカスなどのパーカッションのほか、ディランの楽曲の特徴となるハーモニカの代替となるフルートが含まれている。

## レコーディング・リリース
「悲しみはぶっとばせ」のレコーディングは、1965年2月18日にEMIレコーディング・スタジオのスタジオ2で行なわれた。バッキング・トラックは、レノンが12弦アコースティック・ギター、マッカートニーがベース、ジョージ・ハリスンがスパニッシュ・ギター、リンゴ・スターがドラム（ブラシを使用）という編成で録音され、トラック2にはレノンのガイド・ボーカルが収録された。
テイク9がベストテイクと判断され、レノンのリード・ボーカルが録り直された後、マッカートニーのマラカス、ハリスンの12弦アコースティック・ギター、スターのタンバリンがオーバー・ダビングされた。本作のレコーディングでは、外部ミュージシャンとしてジョン・スコットも参加しており、スコットはアルトフルートとテナーフルートのソロを演奏し、本作はこれで完成となった。ジョージ・マーティンのプロダクション・ノートによると、フルート・ソロのオーバー・ダビングは、2月20日に行なわれたとのこと。
2月20日にモノラル・ミックス、23日にステレオ・ミックスが作成され、それぞれオリジナル・アルバム『ヘルプ!』に収録された。なお、モノラル・ミックスではレノンのボーカルにわずかながらエコーがかかっており、1987年のCD化に際してマーティンによってリミックスされたステレオ・ミックスではさらにエコーがかけられている。
1996年に発売された『ザ・ビートルズ・アンソロジー2』には、テイク1、テイク2、そしてテイク5を編集したものが収録された。このバージョンには、テイク1でのスタートミスやマッカートニーがグラスを割る音、「Paul's broken a glass, broken a glass, Paul's broken a glass, a glass, a glass, he's broke today.」というレノンのチャントも含まれている。

## クレジット
※出典
- ジョン・レノン - リード・ボーカル、12弦アコースティック・ギター
- ポール・マッカートニー - ベース、マラカス
- ジョージ・ハリスン - スパニッシュ・ギター、12弦アコースティック・ギター
- リンゴ・スター - ブラシで叩いたドラム、タンバリン
- ジョン・スコット - アルトフルート、テナーフルート

## カバー・バージョン
- ザ・ビーチ・ボーイズ - 1965年に発売されたアルバム『ビーチ・ボーイズ・パーティ』に収録[10]。
- ザ・シルキー - 1965年にシングル盤として発売。Billboard Hot 100で最高位第10位[11]、全英シングルチャートで最高位28位[12]を獲得。
- ジャン&ディーン - 1966年に発売されたアルバム『Filet of Soul』に収録[13]。
- エルヴィス・コステロ&ジ・アトラクションズ - 1994年に発売されたシングル盤『You Tripped At Every Step』のB面に収録[14]。
- オアシス - 1995年に発売されたシングル『サム・マイト・セイ』の日本盤に収録。邦題は「悲しみをぶっとばせ」となっている[15]。
- つんく♂ - 2000年に発売されたNHK-BSでの企画によるビートルズのカバー・アルバム『A HARD DAY'S NIGHT つんくが完コピーやっちゃったヤァ!ヤァ!ヤァ! Vol.1』に収録[16]。
- タケカワユキヒデ - 2007年に発売された『CHRONICLE 1&2+2』に収録[17]。
- 西慎嗣 - 2008年に発売された『SHINJI BACK TO THE ROOTS』に収録[18]。
- 高橋幸宏 - 2009年に発売されたアルバム『Page By Page』に収録[19]。